# Cuatro Ciénegas
Cuatro Ciénegas est une ville du nord-est du Mexique, située dans l'État de Coahuila.

## Histoire
La ville a été fondée par Antonio Cordero y Bustamante le 24 mai 1800. Son nom originel était Nuestra Señora de los Dolores y Cuatro Ciénegas, qui a plus tard été changé en Villa Venustiano Carranza, avant de devenir finalement Cuatro Ciénegas (les quatre marécages).
Son nom officiel est cependant Cuatro Ciénegas de Carranza, en l'honneur de Venustiano Carranza, natif de la ville et président du Mexique de 1915 à 1920.

## Économie

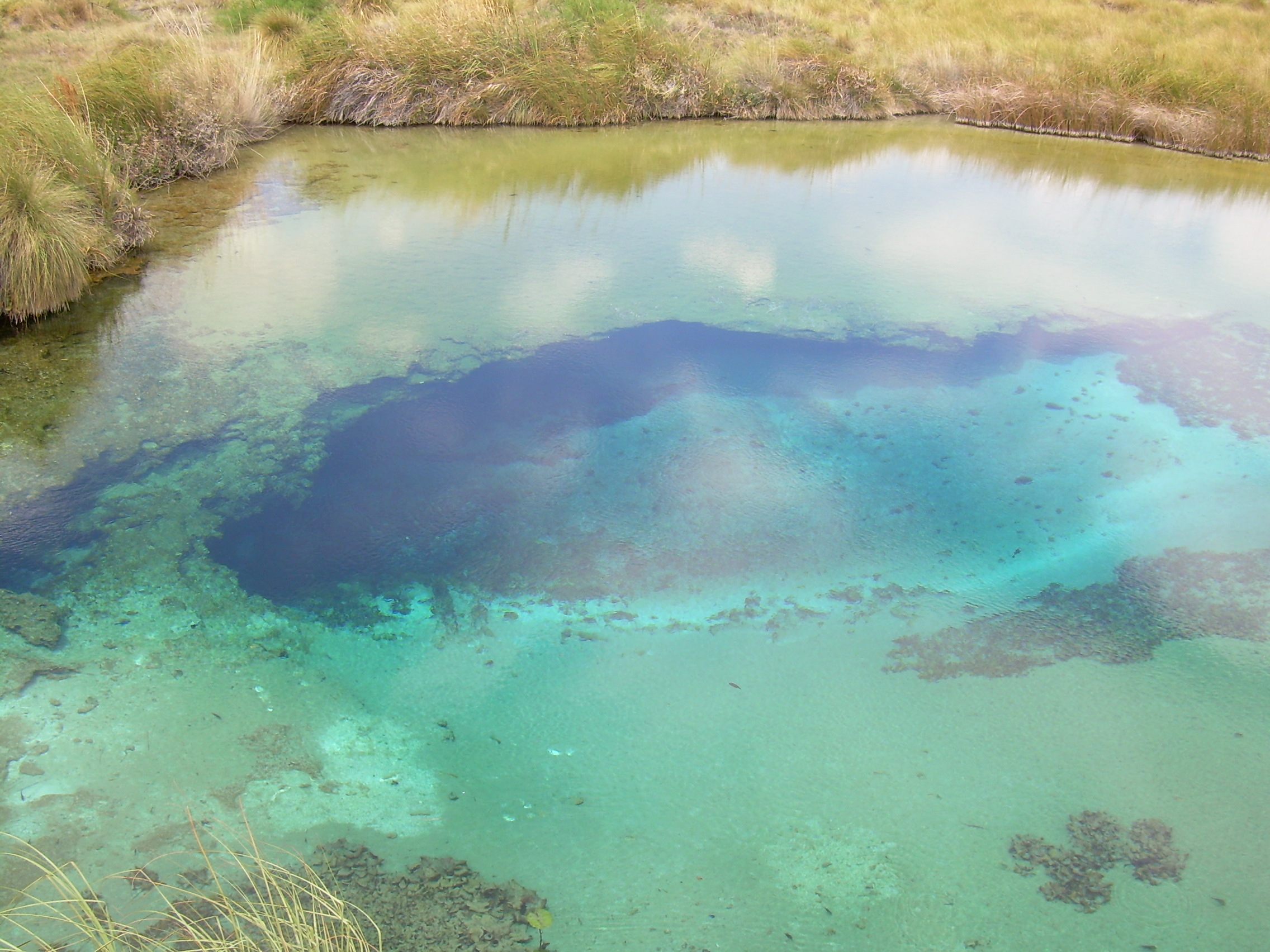
Poza Azul.

Cuatro Ciénegas est une réserve de biosphère à la faune et la flore unique, 150 espèces animales et végétales endémiques à la région, protégées par les autorités mexicaines depuis 1994. 
Les environs de la ville sont très touristiques, notamment ses dunes de sable blanc et ses zones humides dont la plus connue est Poza Azul, une zone protégée.
La viticulture est une ressource importante et l'établissement vinicole Bodegas Ferrino, créé en 1860, est le 2e plus important producteur de vin de l'État de Coahuila.